# Campanas de la muerte
Las Campanas de la muerte, también conocidas como las "Campanas de la muerte hawaiianas", son el equivalente de Macintosh para el Beep de Error de los IBM PC y clones.
Además, las campanas de la muerte suelen ser acompañadas por un ícono de Sad Mac (Mac Triste) al medio de la pantalla.
Diferentes series de Macintosh usan campanas de la muerte muy distintas. El Macintosh II fue el primero en usar una Campana de la muerte (Un arpegio en subida, con diferentes campanas de varios modelos). El Macintosh Quadra, Centris, Performa, LC y algunas series de los Mac Classic y Mac SE tocaban el arpegio con las primeras cuatro notas del tema The Twilight Zone agregadas al final, nuevamente con pequeñas variaciones dependiendo de la serie. El Macintosh Quadra AV usaba un sonido de bongo, mientras que las series NuBus del PowerMac usaban un sonido de choque de autos. El Power Macintosh y el Performa 6200 y 6300, junto con la tarjeta de expansión del Power Macintosh, usaban una fanfárria de 3 notas de un trombón. Los pre-G3 PCI PowerMacs, el G3 PowerMac beige y el G3 Todo-en-uno usaban un sonido de vidrio quebrándose.
Desde que fue introducido Mac OS X cerca del 2001, las Campanas de la Muerte ya no se usan. En su lugar y en el lugar del logo de Sad Mac, hay un nuevo símbolo llamado el Símbolo de Prohibición .
Uno puede escuchar las campanas de la muerte de cualquier mac bajando el programa Mactracker . Un programa con información acerca de viejos macs, incluyendo un Sample de cualquier sonido de mac encendiéndose y sus Campanas de la Muerte.